# Аларський район
Аларський район (рос. Аларский район, бур. Алайрай аймаг) — адміністративно-територіальна одиниця (муніципальний район) Іркутської області Сибірського федерального округу Росії. Входить до складу Усть-Ординського Бурятського округу. 
Адміністративний центр - селище Кутулік.

## Географія
Площа Аларського району - 2,7 тис. км². Межує з Черемховським районом на півдні, з Заларинським - на північному заході, з Нукутським на півночі, на сході, по річці Ангарі - з Боханським районом.

## Економіка
Незважаючи на те, що Аларський район розташований в зоні ризикованого землеробства, основна галузь економіки - це сільське господарство. Промисловість представлена трьома вугільними розрізами: «Лужковський», «Черемховський», «Головинський». Діють ГУДЕП і філія ФГУ "ДЕП-156". Існує 19 пилорам.